# Reprografía

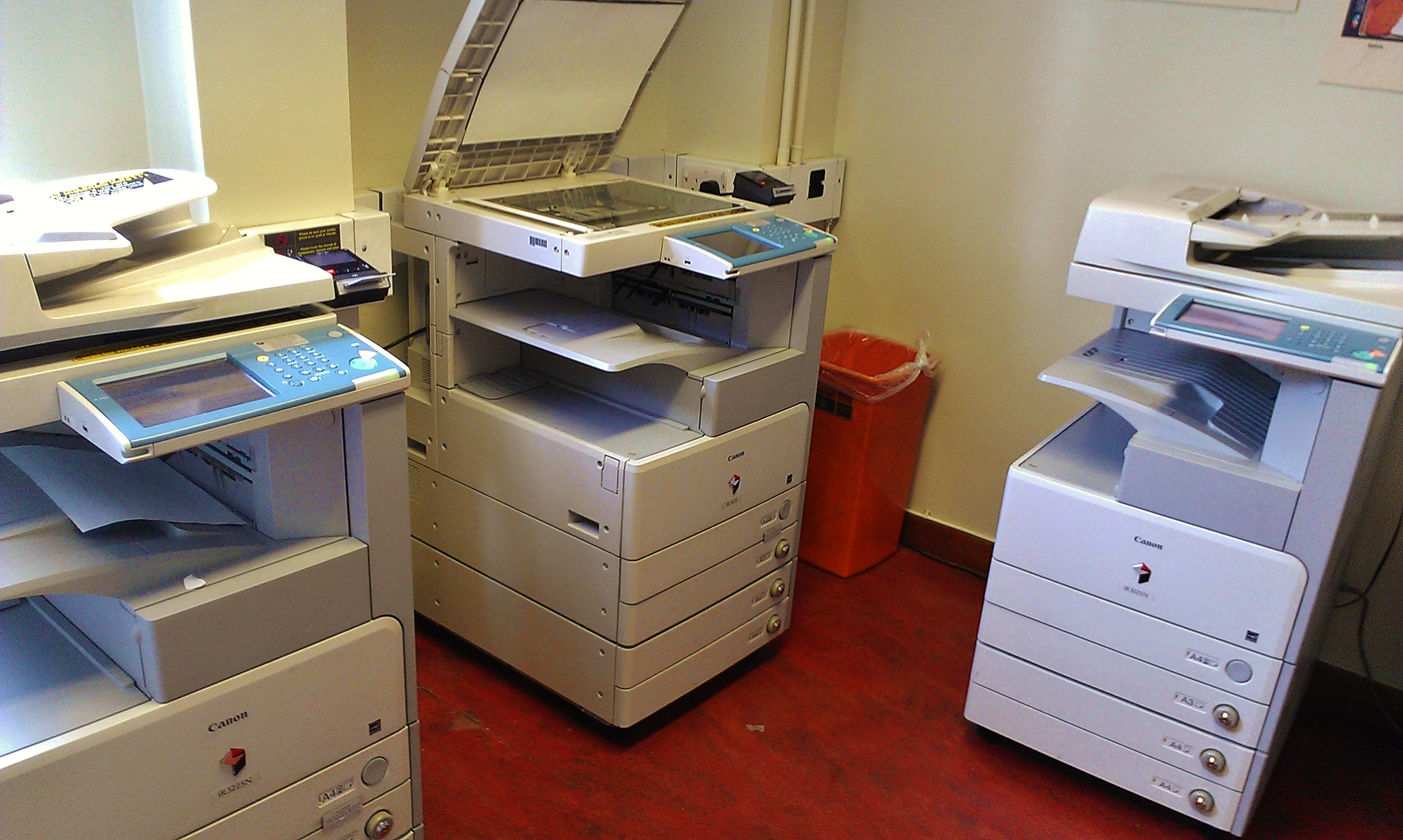
Fotocopiadoras

La reprografía es un proceso que permite reproducir documentos impresos mediante técnicas como la fotografía, el microfilme, la fotocopia (o xerocopia) o el facsímil. Consiste en reproducir gráficamente un número de copias que sean iguales al original, incorporando un material de aporte cromático o pigmento impresor, normalmente tinta o tóner, sobre un soporte que puede ser papel, plástico, tela, etc. A través de la reprografía, es posible realizar copias de textos, imágenes y otros elementos gráficos. Este proceso ha sido de gran utilidad en ámbitos como la educación y los negocios, ya que facilita la distribución de información de manera masiva y ahorra tiempo y recursos.

## Origen e historia
Puede considerarse que el origen de la reprografía se remonta a mediados del siglo XV con la invención de la imprenta de tipos móviles atribuida a Gutenberg, hacia el año 1450, y caracterizada por ser un método industrial de reproducción de textos e imágenes sobre el papel, pergamino  o materiales similares, mediante la aplicación de tinta oleosa sobre piezas metálicas que la transfieren al soporte por presión. No obstante, hay que considerar que en el caso de la imprenta, aunque las copias eran todas exactamente iguales, estas copias no eran totalmente fieles al original, pues en muchos casos se partía de un original manuscrito, con una caligrafía muy diferente a la utilizada en los tipos móviles utilizados para la composición final del documento.
A comienzos del siglo XIX, hacia 1808 se inventó y empezó a comercializarse el papel carbón, lo que facilitó la copia de documentos mediante el proceso de calco. Mediante esta técnica, ya se podían obtener copias muy similares al original. Décadas después, a mediados de este mismo siglo, 1983, se patentó la primera máquina de escribir, que con la utilización conjunta del papel carbón, permitía obtener, de forma simultánea, el documento original y varias copias adicionales. Finalmente, en el último tercio de este siglo, hacia 1873, se empezó a utilizar el copiado en facsímil, un sistema de copiado que generaba documentos casi exactos al original y que se llevaba a cabo con la ayuda de técnicas como la fotografía y la serigrafía.
Ya en el siglo XX, comienza a utilizarse la máquina de escribir eléctrica y posteriormente, en la década de los 60 de este siglo, se lanza al mercado la primera fotocopiadora, la Xerox 914. A partir de ese momento, los avances tecnológicos favorecen el poder contar con máquinas más innovadoras, hasta llegar a lo que se conoce hoy en día.